# Carios rudis
Carios rudis är en fästingart som beskrevs av Karsch 1880. Carios rudis ingår i släktet Carios och familjen mjuka fästingar. Inga underarter finns listade.